# Zygmunt Szparkowski (architekt)
Zygmunt Czesław Szparkowski – polski architekt, profesor nauk technicznych, nauczyciel akademicki, profesor zwyczajny Wydziału Architektury Politechniki Warszawskiej i Wyższa Szkoła Ekologii i Zarządzania w Warszawie.

## Życiorys
W 1995 prezydent RP nadał mu tytuł naukowy profesora nauk technicznych. Został profesorem zwyczajnym na Wydziale Architektury Politechniki Warszawskiej zatrudnionym w Zakładzie Architektury Wielkoprzestrzennej oraz w Samodzielnej Pracowni Architektury Proekologicznej. Podjął także pracę jako profesor zwyczajny na Wydziale Architektury Wyższej Szkoły Ekologii i Zarządzania w Warszawie.